# Nanjing Soyat

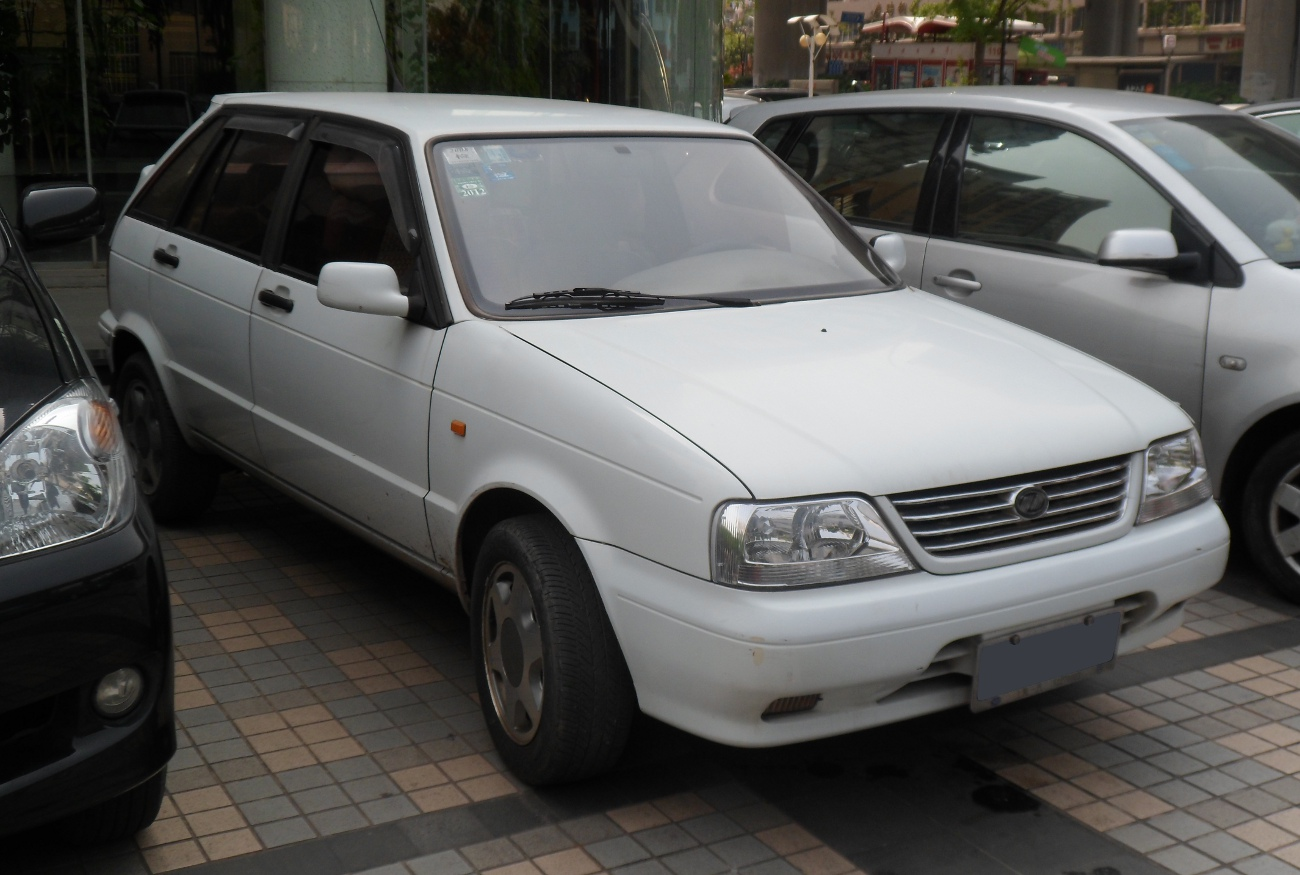
Nanjing Soyat

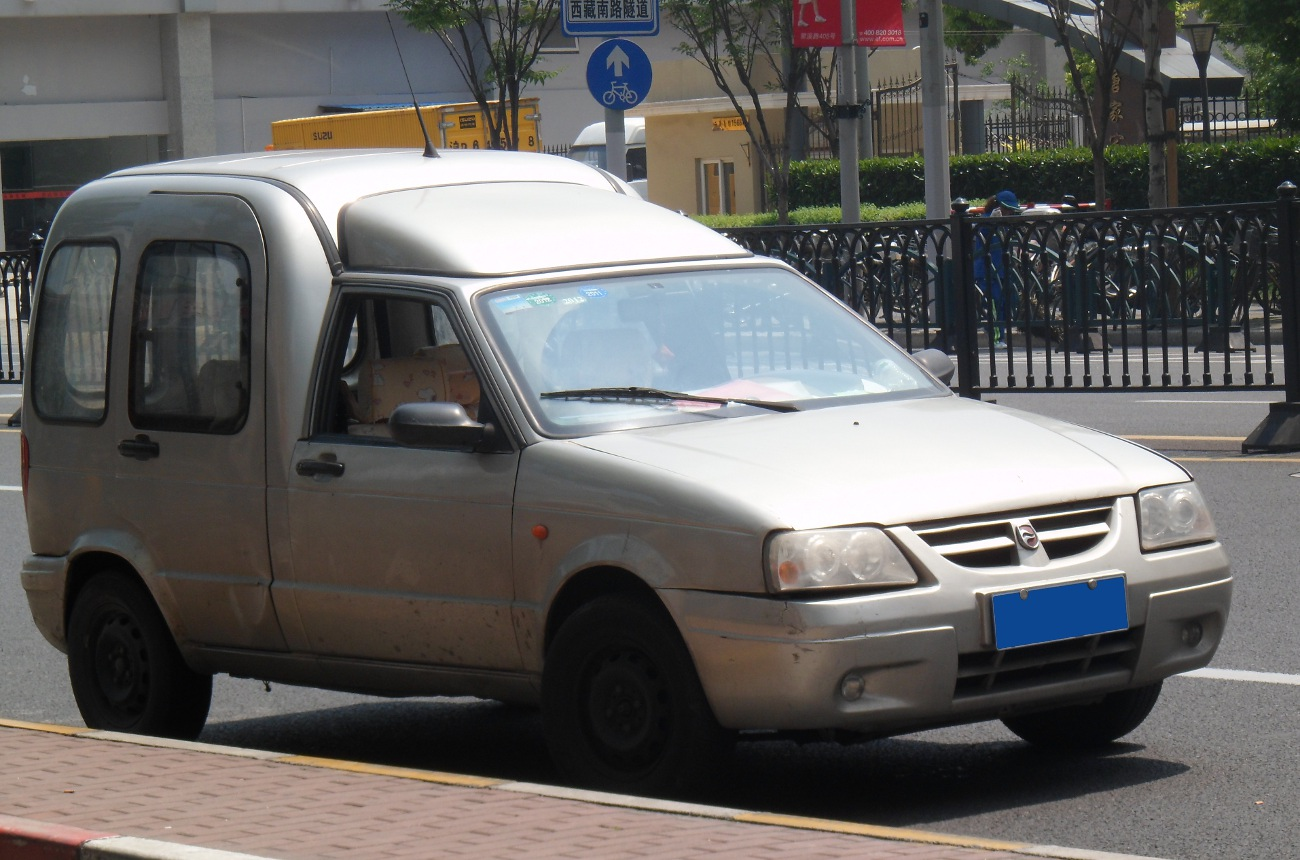
Nanjing Soyat als Kastenwagen

Nanjing Soyat war eine Automarke aus der Volksrepublik China.

## Markengeschichte
Nanqi (Wuxi) Soyat Automobile aus Wuxi verwendete diese Marke ab März 2004 für Personenkraftwagen. Die jährlichen Verkäufe lagen im vierstelligen Bereich. 2005 kamen Modelle dazu, die vorher von Yuejin Motor als Yuejin vermarktet wurden. 2008 kam das Ende.

## Fahrzeuge
Die Modelle basierten auf dem Seat Ibiza der ersten Generation. Der NJ 7150 Xinyatu war eine Kombilimousine. Vierzylindermotoren mit wahlweise 1342 cm³ Hubraum oder 1461 cm³ Hubraum und 63 kW bis 65 kW trieben die Fahrzeuge an.  Von diesem Modell entstanden 2006 544 Fahrzeuge und 2007 382 Fahrzeuge.
Junda NJ 6471 FET 2 war ein SUV und NJ 1022 PBS 2 ein Pick-up. Beide Modelle waren von Yuejin übernommen worden.

## Produktionszahlen
| Jahr | Produktionszahl | Quelle |
| ---- | --------------- | ------ |
| 2004 | 4621            | [ 4 ]  |
| 2005 | 3570            | [ 3 ]  |
| 2006 | 1134            | [ 3 ]  |
| 2007 | 2893            | [ 3 ]  |